# 2022年新墨西哥州州務卿選舉
2022年新墨西哥州州務卿選舉將於2022年11月8日舉行，選舉新墨西哥州州務卿。現任民主黨州務卿瑪吉·圖盧茲·奧利弗競選連任。她在2018年中以57.8%的選票當選為一個完整的任期。